# Ohrazenice (district de Příbram)
Ohrazenice (en allemand : Wochrasenitz) est une commune du district de Příbram, dans la région de Bohême-Centrale, en République tchèque. Sa population s'élevait à 293 habitants en 2020.

## Géographie
Ohrazenice se trouve à 7 km au sud-est de Hořovice, à 11,5 km au nord-nord-ouest de Příbram et à 47 km au sud-ouest de Prague.
La commune est limitée par Křešín au nord, par Jince à l'est et au sud, et par Podluhy à l'ouest.

## Histoire
La première mention écrite de la localité date de 1370. À la suite de la suppression de la zone militaire de Brdy, en 2014, le territoire de la commune d'Ohrazenice s'est agrandi de 311 ha et comprend désormais deux sections cadastrales :
- Ohrazenice u Jinec
- Ohrazenice v Brdech

## Transports
Par la route, Ohrazenice se trouve à 10 km de Hořovice, à 17 km de Příbram et à 61 km de Prague.